# Ulderico Sacchella
Ulderico Sacchella (Brescia, 11 gennaio 1939 – Orsenigo, 16 ottobre 1990) è stato un allenatore di calcio e calciatore italiano, di ruolo ala.

## Biografia
Sposato, aveva due figlie.

## Carriera

### Giocatore

#### Club
Ha iniziato la carriera nel Brescia, con cui nel campionato 1956-1957 sfiorò la promozione piazzandosi al terzo posto in Serie B dopo la sconfitta nello spareggio con l'Alessandria a Milano. Qui tra il 1955 ed il 1959 gioca 95 partite segnando 24 reti.
Successivamente passa al Palermo, con cui milita in Serie A nella stagione 1959-1960 collezionando 20 presenze e 2 reti.
Passa quindi al Bari, giocando in Serie B nel 1961-1962 e conquistando la promozione in Serie A nella stagione 1962-1963 in Serie B: le presenze saranno 16 per ciuscuna stagione (con 3 reti nella seconda), non venendo confermato per l'annata successiva in massima serie.
Dal 1963 al 1966 gioca nel Monza collezionando 71 presenze ed 11 reti.
Chiude la carriera agonistica in Serie C: prima con la maglia del Lecce (con cui nel campionato 1967-1968 arriverà quarto nel girone C di Serie C, totalizzando 7 reti in 71 presenze dal 1966 al 1969, poi al Crotone dove gioca dal 1969 al 1971.

#### Nazionale
Nel 1955 esordì nella Nazionale Juniores in Spagna nel Campionato Europeo. Poi il 13 marzo 1960 giocò la sua prima ed unica partita con la Nazionale giovanile, Italia-Spagna (3-0). La partita fu disputata a Palermo, la città della squadra in cui militava in quel momento.

### Allenatore
Dopo un inizio come allenatore per squadre del sud Italia (nel 1982-1983 sostituì a campionato in corso Bruno Jacoboni alla Gioiese, in Serie C2), diventa nella stagione 1986-1987 vice allenatore del suo ex compagno di squadra Eugenio Bersellini, all'inizio alla Fiorentina, per proseguire la collaborazione all'Avellino, all'Ascoli e al Como; qui, mentre dirigeva una seduta di allenamento, muore d'infarto accasciandosi a terra vicino ai giocatori.